# Kryptops
Kryptops (букв. — «покрите обличчя») — рід вимерлих тероподових динозаврів, представник родини абелізаврових, групи тероподів, що жили в крейдяному періоді (близько 115–110 мільйонів років тому), на території сьогоденного Нігеру. Скам'янілості були знайдені на заході пустелі Тенере та належать дорослій особині завдовжки 6—7 м.
Єдиний вид роду — K. palaios — був описаний палеонтологами Полом Серено і Стівеном Брусатті у 2008 році. Назва роду означає «покрите обличчя», вказуючи на те, що обличчя мало щільно прилягаючий покрив. Назва виду «palaios» означає «старий».

## Скам'янілості

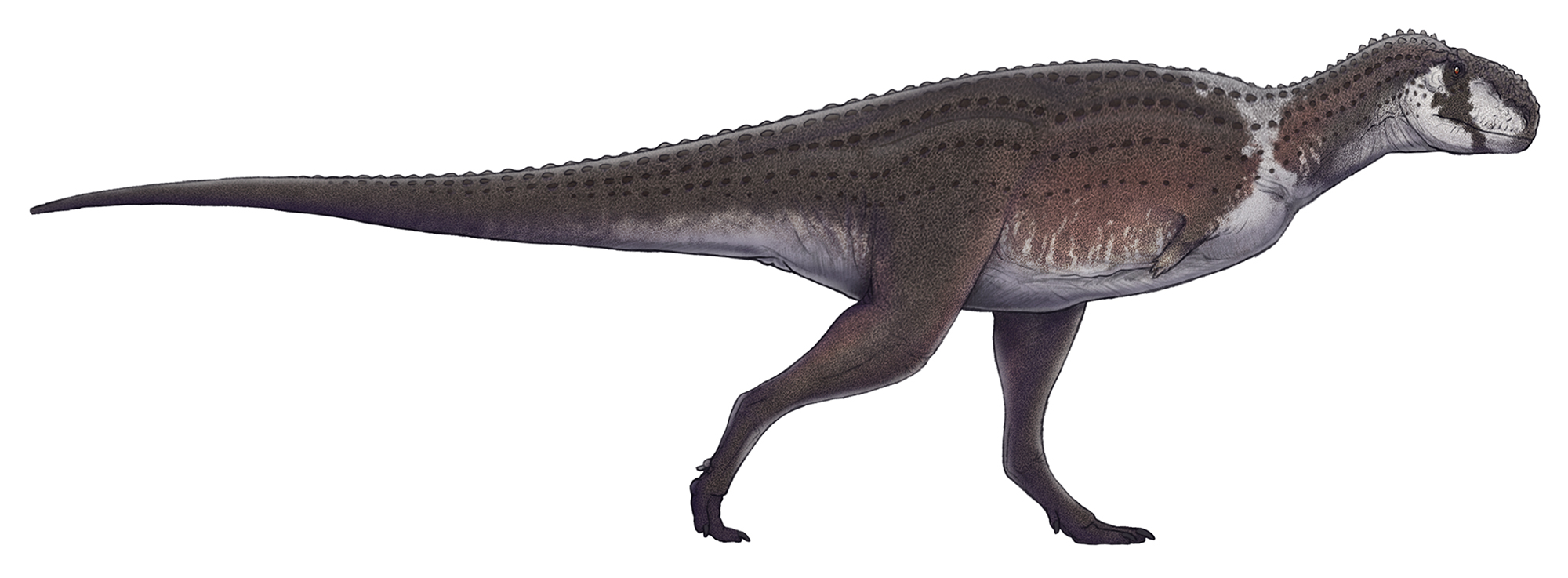
Художня реконструкція зовнішнього вигляду

Серено та Брусатті провели кладистичний аналіз, який показав, що кріптопс є найбільш базальним абелізавридом. Цей висновок був зроблений на основі декількох ознак, включаючи текстуровану зовні верхню щелепу з вдавленими судинними борозенками та вузьку антиорбітальну ямку, які чітко відносять Kryptops palaios до Abelisauridae як найдавнішого відомого представника цієї родини.